# Ruth I. Michler
 Ruth Ingrid Michler  (* 8. März 1967 in Ithaca (City, New York), New York; † 1. November 2000 in Boston) war eine in Amerika geborene Mathematikerin deutscher Abstammung, die in den USA lebte und forschte. Sie arbeitete hauptsächlich auf dem Gebiet der zyklischen Homologie und der Singularitätentheorie. Ihr zu Ehren wird der Ruth I. Michler-Gedächtnispreis vergeben.

## Leben und Forschung
Michler wurde in Ithaka geboren, als ihr Vater Gerhard O. Michler an der Cornell University sein Postdoktorat absolvierte. Sie kehrte mit der Familie 1968 nach Deutschland zurück und verbrachte die ersten sechs Lebensjahre in Tübingen. Seit 1973 besuchte sie die Grundschule und danach zunächst ein Gymnasium in Gießen, dann bis 1985 ein Gymnasium in Essen. Anschließend studierte sie Mathematik an der University of Oxford am Balliol College. 1987 gewann sie einen Jenkyns-Essay-Preis für ihre Arbeit "Black Holes" unter der Leitung von Roger Penrose, dem Rouse Ball-Professor für Mathematik an der Universität von Oxford. Nach dem Bachelor-Abschluss an der University of Oxford studierte sie ab 1988 an der University of California in Berkeley. Sie promovierte 1993 bei Mariusz Wodzicki mit der Dissertation Hodge-components of Cyclic Homology of Singular Affine Hypersurfaces. 1992 hatte sie einen ihre Dissertation zusammenfassenden Artikel auf der K-Theorie-Konferenz in Straßburg vorgestellt, der in den Proceedings der Konferenz veröffentlicht wurde. Von 1993 bis 1994 forschte sie als Postdoktorandin an der Queen’s University in Kingston, Kanada. 1994 bekam sie eine Tenure-Track-Stelle an der University of North Texas in Denton angeboten, unterrichtete dort verschiedene Kurse, darunter einen von ihr selbst entworfenen Abschlusskurs in Finanzmathematik und wurde später zum Associate Professor befördert. Sie nahm an Konferenzen in vielen verschiedenen Ländern der Welt teil und hielt bei diesen Treffen Vorträge. Sie erhielt ein Stipendium der National Science Foundation für berufliche Chancen von Frauen in Forschung und Lehre, um für das akademische Jahr 2000–2001 die Mathematikabteilung der Northeastern University zu besuchen und mit Tony Iarrobino und Marc Levine zusammenzuarbeiten. 2000 starb sie bei einem Verkehrsunfall mit dem Fahrrad, einen Block von der Mathematikabteilung entfernt. Zum Zeitpunkt ihres Todes organisierte sie zwei Konferenzen: "Résolution des singularités et géométrie non commutative", die vom 20. bis 22. Juli 2001 im Centre International de Rencontres Mathématiques in Luminy, Frankreich, abgehalten wurde und eine Konferenz über Algebraische Geometrie, die vom 25. bis 28. Oktober 2001 in Annapolis, Maryland, stattfand. Beide Konferenzen wurden zu ihrem Gedächtnis abgehalten, und es wurde ein Buch über den Ablauf beider Konferenzen mit dem Titel "Themen in algebraischer und nichtkommutativer Geometrie" veröffentlicht von der American Mathematical Society im Jahr 2003. Um sie dauerhaft zu würdigen und die Karrieren versierter junger Mathematikerinnen voranzutreiben, hat die Familie Michler eine Spende in Höhe von 1 Million US-Dollar für die Einrichtung des Ruth I. Michler-Gedenkpreises der Vereinigung für Frauen in Mathematik in Cornell geleistet. Der Preis bietet der Preisträgerin ein Stipendium, um ein Semester in der Mathematikabteilung der Cornell University ohne Lehrverpflichtungen zu verbringen.
Michler war auch eine engagierte Langstreckenläuferin und absolvierte in sechs Jahren über 23 Marathons, darunter den Boston Marathon. Sie hatte begonnen, "Ultra-Marathons" zu laufen und absolvierte 1999 den 100-Meilen-Leadville Trail in Texas und im Oktober 2000 das 100-km-Rennen der Chancellor Challenge in Boston, bei dem sie unter den Frauen den zehnten Platz belegte. Sie lief den Cape Cod Marathon am 29. Oktober 2000, kaum zwei Wochen nach dem 100-km-Rennen.

## Veröffentlichungen (Auswahl)
- Caroline Grant Melles, Ruth I. Michler: Singularities in Algebraic and Analytic Geometry (Contemporary Mathematics), 2001, ISBN 978-0821820056
- Ruth I. Michler, Jean-Paul Brasselet, Gary Kennedy, Kristin Lauter, Lee McWwan, Caroline Grant Melles: Topics in Algebraic and Noncommutative Geometry (englisch), 2003, ISBN 978-0821832097